# Corléone à Brooklyn
Pour plus de détails, voir Fiche technique et Distribution.
Corléone à Brooklyn (titre original : Da Corleone a Brooklyn) est un néo-polar italien ou poliziottesco, réalisé par Umberto Lenzi en 1979. Il a été simultanément tourné en Italie et à New York.

## Synopsis
Un officier de police italien, Berni, est chargé d'escorter un témoin à charge jusqu'aux États-Unis, afin que ce dernier identifie formellement Michele Barresi, un parrain de la mafia sur le point d'être extradé. Rendu sur les lieux, Berni réalise à ses dépens que la bureaucratie et l'inertie de certaines autorités ne le mettront pas à l'abri de représailles. 

## Fiche technique
- Titre : Corléone à Brooklyn
- Titre original : Da Corleone a Brooklyn
- Titre anglais : From Corleone to Brooklyn
- Réalisation : Umberto Lenzi
- Scénario : Umberto Lenzi, Anselmo Manciori et Vicenzo Mannino
- Directeur de la photographie : Guglielmo Mancori
- Musique : Franco Micalizzi
- Genre : néo-polar italien ou poliziottesco
- Pays d'origine :  Italie
- Durée : 85 minutes
- Date de sortie : 1979

## Distribution
- Maurizio Merli (VF : Dominique Paturel) : lieutenant Berni
- Mario Merola : Michele Barresi
- Van Johnson : Lieutenant Sturges
- Biagio Pelligra : Salvatore Scalia
- Venantino Venantini : Lieutenant Danova
- Nando Marineo : l'assistant de Berni
- Salvatore Billa : Giuseppe Caruso
- Sonia Viviani : Liana Scalia
- Laura Belli : Paola
- Luca Barbareschi : policier de New York